# فرودگاه تونوپا
فرودگاه تونوپا  (به انگلیسی: Tonopah Airport) یک فرودگاه همگانی باربری با کد یاتا TPH است که یک باند فرود آسفالت دارد و طول باند آن ۲۱۸۳ متر است. این فرودگاه در کشور ایالات متحده آمریکا قرار دارد و در ارتفاع ۱۶۵۵ متری از سطح دریا واقع شده است.